# 戸田昭吾
戸田 昭吾（とだ あきひと、1960年11月21日 - ）は、日本のマルチライター。東京糸井重里事務所、エイプ、クリーチャーズに所属した後、現在はフリーランス。神奈川県鎌倉市在住。

## 来歴・人物
一般的にはテレビアニメ『ポケットモンスター』主題歌や、NHKみんなのうたなどの作詞家として知られているが、広告コピーやプランニング、ゲームの開発スタッフとしても活躍している。
『MOTHERシリーズ』では糸井重里から誘われ、第1作目『MOTHER』の開発に参加。それ以降も『MOTHER2 ギーグの逆襲』『MOTHER3』で、シナリオや演出、時にはダンジョン作成なども担当している。
他にもトミーの『モノポリーシリーズ』、『ポケモンレンジャー バトナージ』『ポケモンレンジャー 光の軌跡』『ポケパークWii』『ファンタジーライフ』『ファンタジーライフ LINK!』『ゼルダの伝説 ブレス オブ ザ ワイルド』『名探偵ピカチュウ』などのコンピューターゲームのシナリオやテキスト、『マザー百科』をはじめとしたエイプ／小学館の公式ガイドブックシリーズの執筆、小学館『ポケモンえほん』シリーズの編集と一部原作、エイプ／河田のカードゲームシリーズの製作とゲーム考案、ポケモンだいすきクラブの『ポケモンだいすきえほん』などの原作、『大乱闘スマッシュブラザーズ for Nintendo 3DS / Wii U』（2014年）のフィギュア図鑑のメインテキストも手がけている。AmazonおよびGoogleのスマートスピーカー用アプリ『ピカトーク』では、企画立案からシナリオ・演出までを担当した。
戸田が作詞を担当するポケモンソングや、NHKみんなのうたなどの楽曲では、たなかひろかずが作曲と編曲を担当していることが多い。
かつて『週刊文春』で連載されていた「糸井重里の萬流コピー塾」師範出身者の一人（萬名「戸田里昭吾」）である。
企業のウェブサイト、エンターテインメント系のサイトなどにも、原稿やアイデアを提供している。

## ゲーム
(担当はゲーム内のスタッフクレジットより)
- MOTHER (1989) - Coordinator
- スーパーテトリス 2 + ボンブリス (1992) - Puzzle Problems Creator
- モノポリー (1993) - Message & Character Design
- MOTHER2 ギーグの逆襲 (1994) - Assistant Game Designer, Assistant Scenario Writer
- ザ・モノポリーゲーム2 (1995)- Message & Character Design
- ちっちゃいエイリアン (2001) - Special Thanks
- ポケモンチャンネル 〜ピカチュウといっしょ!〜 (2003) - Text Support
- ポケモンレンジャー (2006) - Dialogue
- MOTHER3 (2006) - Message Design
- ポケモンレンジャー バトナージ (2008) - Game Scenario
- ポケパークWii 〜ピカチュウの大冒険〜 (2009) - Scenario
- ポケモンレンジャー 光の軌跡 (2010) - Game Scenario
- ファンタジーライフ (2012) - Scenario, Life Songs: Lyrics
- 大乱闘スマッシュブラザーズ for Nintendo 3DS / Wii U (2014) - Text Writing
- 名探偵ピカチュウ 〜新コンビ誕生〜 (2016) - Scenario
- ゼルダの伝説 ブレス オブ ザ ワイルド　(2017) - Script Supervisor
- ゼルダの伝説 ブレス オブ ザ ワイルド  エキスパンション・パス (2017) - Script Design
- 名探偵ピカチュウ (2018) - Scenario
- ゼルダの伝説 ティアーズ オブ ザ キングダム (2023) - Game Design
- エイプ＆河田 カードゲームシリーズ
  - 「はなまる作文ゲーム」 (1993) テキスト
  - 「エドカ」 (1994) テキスト
  - 「スロットブラザース」 (1995) ゲームデザイン

## 作詞

### ポケットモンスター関連
- めざせポケモンマスター （1997年、『ポケットモンスター』初代OPテーマ）
- ひゃくごじゅういち （1997年、『ポケットモンスター』初代EDテーマ）
- ポケモン言えるかな? （1997年）
- おやすみ ぼくのピカチュウ （1997年）
- はい あさですよ! （1997年）
- ぐにゃぐにゃガスガス （1997年）
- ああ マルマイン （1997年）
- クレヨン デ ポケモン （1997年）
- ニャースのうた （1998年、『ポケットモンスター』2代目EDテーマ）
- とりかえっこプリーズ （1998年、『ポケモンカードゲーム』CMソング）
- ポケットにファンタジー （1998年、『ポケットモンスター』3代目EDテーマ）
- ポケモン音頭 （1998年、『ポケットモンスター』4代目EDテーマ）
- 風といっしょに （1998年、『ミュウツーの逆襲』主題歌）
- すてきなコレクション （1998年、メディアファクトリー『ポケモンスタンプバッジ』CMソング）
- なつやすみファンクラブ （1998年、『ピカチュウのなつやすみ』OPテーマ）
- ピカピカまっさいチュウ （1998年、『ピカチュウのなつやすみ』EDテーマ）
- プール（11歳の夏） （1998年）
- あたらしい ともだち （1998年）
- ふゆやすみファンクラブ （1998年、『ピカチュウのふゆやすみ』OPテーマ）
- カラフルふゆやすみ （1998年、『ピカチュウのふゆやすみ』EDテーマ）
- アソビズム宣言 （1998年）
- クリスマスイヴ （1998年）
- ホワイトダンス （1998年）
- ポケモン言えるかなbaby? （1998年）
- ライバル! （1999年、『ポケットモンスター』2代目OPテーマ）
- タイプ:ワイルド （1999年、『ポケットモンスター』5代目EDテーマ）
- Hey!ピカチュウ （1999年）
- ポケモンサンドイッチ （1999年）
- たんけんたいをつくろう! （1999年、『ピカチュウたんけんたい』OPテーマ）
- そらとぶポケモンキッズ （1999年、『ピカチュウたんけんたい』EDテーマ』
- 大樹となかまたち （1999年）
- ママのだいじなポケモン （1999年）
- OK! （2000年、『ポケットモンスター』3代目OPテーマ）
- ニャースのパーティ （2000年、『ポケットモンスター』7代目EDテーマ）
- と☆いってるニャ （2000年）
- ニャースのひとりごと （2000年）
- ポケモン言えるかneo? （2000年）
- ne-o-e-oh! （2000年）
- 虹がうまれた日 （2000年、『劇場版ポケットモンスター 結晶塔の帝王 ENTEI』主題歌）
- ピチュピカ♪スウィング （2000年、『ピチューとピカチュウ』OPテーマ）
- ともだち記念日 （『ピチューとピカチュウ』EDテーマ）
- ポケモンはらはらリレー （2000年、『ポケットモンスター』8代目EDテーマ）
- ポケモンはらはら2リレー（むずかし版） （2000年、『ポケットモンスター』9代目EDテーマ）
- タケシのパラダイス （2000年、『ポケットモンスター』10代目EDテーマ）
- 前向きロケット団!  （2001年、『ポケットモンスター』12代目EDテーマ）
- まなつのだいさくせん! （2001年、『ピカチュウのドキドキかくれんぼ』EDテーマ）
- ぼくたちピチュピチュブラザーズ! （2001年）
- ポケッターリ モンスターリ （2002年、『ポケットモンスター』13代目EDテーマ&『ピカピカ星空キャンプ』EDテーマ）
- 新たなる誓い （2002年、『ポケットモンスタークリスタル ライコウ雷の伝説』OPEDテーマ）
- ポルカ・オ・ドルカ （2003年、『ポケットモンスター アドバンスジェネレーション2代目EDテーマ&『おどるポケモンひみつ基地』OPテーマ）
- ポケモン言えるかな?2004
- ポケモンかぞえうた （2005年、ポケモンぬりえ&イラストコンテスト2005テーマ&『ポケットモンスター アドバンスジェネレーション』6代目EDテーマ）
- スパート! （2006年、『ポケットモンスター アドバンスジェネレーション』5代目OPテーマ）
- ハイタッチ! （2008年、『ポケットモンスター ダイヤモンド&パール』3代目OPテーマ）
- もえよ ギザみみピチュー! （2009年、『ポケットモンスター ダイヤモンド&パール』7代目EDテーマ）
- ベストウイッシュ! （2010年、『ポケットモンスター ベストウイッシュ』初代OPテーマ）
- ポケモン言えるかな?BW （2011年、『ポケットモンスター ベストウイッシュ』初代EDテーマ）
- みてみて☆こっちっち （2012年、『ポケットモンスター ベストウイッシュ』3代目EDテーマ）
- やじるしになって! （2012年、『ポケットモンスター ベストウイッシュ シーズン2』OPテーマ）
- サクラ・ゴーラウンド （2013年、『ポケットモンスター ベストウイッシュ シーズン2』4代目EDテーマ）
- X海峡Y景色 （2013年、『ポケットモンスター XY』初代EDテーマ）
- ニャースのバラード （2016年、『ポケットモンスター XY』EDテーマ）
- めざせポケモンマスター -20th Anniversary- （2017年、『劇場版ポケットモンスター キミにきめた!』OPテーマ）

### その他
- エポナのうた （1999年、『ゼルダの伝説 時のオカリナ』イメージソング、宮本茂と共同作詞）
- 恋のめざまし時計 （1999年、『おはスタ』イメージソング、おはガールシトラスの楽曲として）
- OHA SKA! （2000年）
- モーニング・ベッキー （2000年）
- みんなのうた「ちっちゃなフォトグラファー」 （2002年）
- みんなのうた「ファンタ爺さんのうた」 （2004年、ファンタ爺（塚越恒爾）と共同作詞）
- ポケモンなりきりサンデー （2007年、『ポケモン☆サンデー』オリジナルテーマソング、中川翔子と共同作詞）
- The Voice （2004年、平原綾香）
  - 夢の種 （M-ON! Harmony with the Earth ID テーマソング）
  - みんなのうた「Hello Again, JoJo」
- みんなのうた「ひよこぐも」 （2009年、pukumukuと共同作詞）
- おかあさんといっしょ「ふらふらさばく」 （2012年）
- 「兜と白い花」 （2013年）
- 「恋の輪っか」 （2013年）
- 「兜と白い花」 （2013年）
- 「まだまだハンター」 （2013年）
- 「魔法使いよ見習いだけど」 （2013年）
- 「NA-RI-NA」 （2013年）
- 「おいらのオノだ」 （2013年）
- 「誓いの一本竿」 （2013年）
- 「星のない料理店」 （2013年）
- 「ロッキンチェアの夢」 （2013年）
- 「ミシン」 （2013年）
- 「それがライフワーク」 （2013年）
- 「モンスタービートのように！」（2016年、OS☆U）

## 著書
- エイプ・小学館「マザー百科」 (1984年、ライターとして参加）
- エイプ・小学館「ファミスタ百科」 (199１年、ライターおよび表紙モデルとして参加）
- エイプ・小学館「マリオとワリオ めざせ！5冠王」 (1993年、ライターとして参加）
- ポケモンえほんシリーズ
  - 1 - おばけをみちゃったヒトカゲくん （1997年、絵：姫野かげまる）
  - 3 - フシギダネこまったね （1997年、絵：伊藤紅丸）
  - 5 - ヤドンのおおあくび （1997年、絵：田中未樹）
  - 6 - イワークのトンネルめぐり （1997年、絵：伊藤紅丸）
  - 14 - ビードルのパパはどこ? （1997年、絵：杉浦明美）
  - 20 - まだまだキャタピー （1997年、絵：姫野かげまる）
  - 27 - ケンタロスのまもりがみのなみだ （1998年、絵：馬場由起子）※とだあきひと名義
  - 38 - ロコンとおんなのこ （1998年、絵：田中未樹）※とだあきひと名義
  - 42 - めだちたがりやのミュウ （1998年、絵：姫野かげまる）※とだあきひと名義
  - 46 - リザードンわらっちゃだめ! （2000年、絵：木村直代）※とだあきひと名義
  - 48 - ミュウツーがみている! （2000年、絵：楠部文）※とだあきひと名義
- ポケモン金銀えほんシリーズ
  - 01 - チコリータはめいたんてい? （2001年、絵：木月すみよし）
  - 02 - ヒノアラシとふしぎなあな （2001年、絵：青木俊直）
  - 03 - ワニノコがぶりんちょ! （2001年、絵：伊藤紅丸）
  - 04 - どろんこピチュー （2002年、絵：木村直代）
  - 05 - ながれるくもとソーナンス （2002年、絵：荒井靖斗）
  - 06 - ウリムーくん くんくんくん （2002年、絵：姫野かげまる）
  - 07 - ルギアよめざめなさい （2002年、絵：青木俊直）
  - 08 - デルビルをとめろ （2002年、絵：原田みどり）
  - 09 - サニーゴくうきのせかいへ! （2002年、絵： こみやトモカズ）
- ポケモンわくわくえほんシリーズ
  - ポケポケおえかき! （2003年、絵：木村直代）
  - ピチュピチュにらめっこ! （2003年、絵：斉藤コーキ）
- オーバーラップ「名探偵ピカチュウ ライムシティガイド」 (2025年）